# Thèze (rzeka)
Thèze – rzeka we Francji, przepływająca przez tereny departamentów Lot oraz Lot i Garonna. Ma długość 26,6 km. Stanowi prawy dopływ rzeki Lot.

## Geografia
Thèze swoje źródła na terenie gminy Saint-Caprais. Generalnie przez cały swój bieg płynie w kierunku południowo-zachodnim. Uchodzi do Lot w osadzie Condat w gminie Fumel. 
Thèze przepływa przez 2 departamenty, w tym 8 gmin:
LotSaint-Caprais (źródło), Frayssinet-le-Gélat, Cassagnes, Montcabrier, Saint-Martin-le-Redon, Soturac
Lot i GaronnaFumel (ujście), Montayral (ujście do obu stronach rzeki Lot)

## Hydrologia
Uśredniony roczny przepływ rzeki Thèze wynosi 0,315 m³/s. Pomiary były przeprowadzone na przestrzeni ostatnich 46 lat w osadzie Boussac w gminie Soturac. Największy przepływ notowany jest w lutym (0,568 m³/s), a najmniejszy w sierpniu – 0,127 m³/s. 

## Dopływy
Thèze ma 2 opisane dopływy. Są to:
- Ruisseau de Frayssinet
- Ruisseau la Petite Thèze